# Chiapasona
Chiapasona defuncta es una especie extinta de araña araneomorfa de la familia Clubionidae. Es el único miembro del género monotípico Chiapasona. Se descubrió en México.
Fue descubierta incrustada en ámbar en Chiapas, México. Data del Neógeno.